# بورسيرة جرداء الأوراق
بورسيرة جرداء الأوراق (الاسم العلمي:Bursera glabrifolia) هي نوع من النباتات تتبع جنس البورسيرة من الفصيلة البخورية.